# Giulio Broggio
Giulio Broggio (* 25. Februar 1628 in der Nähe von Como oder in Roveredo in Kanton Graubünden; † 1718 in Leitmeritz, Leitmeritzer Kreis Königreich Böhmen) war ein Architekt und Baumeister italienischer oder Schweizer Herkunft.

## Leben
Giulio Broggio war ein Repräsentant der aus Kanton Graubünden stammenden Baumeister und Maurer in Leitmeritz, deren Anzahl für die zweite Hälfte des 17. Jahrhunderts mit fast 70 Personen angegeben wird. Sein nachweisbares erstes Werk war der zwischen 1658 und 1665 erfolgte Umbau der unteren Veste in Tschischkowitz zu einem Barockschloss für Gustav Adolph von Varrensbach. 
Broggio heiratete 1658 in Tschischkowitz Ludmila Morel und wurde dort ansässig. 1658 gehörte er der Leitmeritzer Maurerzunft an, deren Zunftältester er 1674 wurde, nachdem ihm ein Jahr vorher das Bürgerrecht verliehen worden war. Bald danach wurde er Stadt- und Diözesanbaumeister von Leitmeritz. Sein Grab befindet sich in der Leitmeritzer Allerheiligen-Kirche.
Giulio Broggios herausragendes Werk war der Bau der Leitmeritzer Domkirche. An vielen seiner späteren Werke war auch sein Sohn Octavio Broggio beteiligt.

## Werke in Leitmeritz
- Kathedrale St. Stephan (Chrám sv. Štěpana) (1663–1670, vermutlich mit Bernardo Spineta)
- Bischofsresidenz (1683–1701)
- Marienkirche (1689–1731, gemeinsam mit Sohn)

## Werke in anderen Orten
- Tschischkowitz: Schloss (1658–1665); Pfarrkirche (1675–1677)
- Dlaschkowitz (Dlažkovice): Kirche (1675)
- Oberpolitz: Wallfahrtskirche (1689–1701)
- Mariaschein: Barockisierung der Wallfahrtskirche (1702–1708, gemeinsam mit Sohn)
- Schlackenwerth: ab 1687 Bauleitung für Abraham Leuthner am alten Schloss